# فلاديمير شيشيلوف
فالديمير شيشيلوف (بالروسية: Шишелов, Владимир Александрович)‏ ، من مواليد 8 نوفمبر 1979 ، لاعب كرة قدم أوزبكي، هو يلعب في منتخب أوزبكستان لكرة القدم.

## كأس آسيا 2004
و قد سجل هدف في مرمى منتخب البحرين لكرة القدم.

## روابط خارجية
- فلاديمير شيشيلوف على موقع الاتحاد الدولي (مؤرشف)  (الإنجليزية)
- فلاديمير شيشيلوف على موقع قاعدة بيانات كرة القدم.إي يو (الإنجليزية)
- فلاديمير شيشيلوف على موقع ناشيونال فوتبول تيمز (الإنجليزية)
- فلاديمير شيشيلوف على موقع Soccerway.com (الإنجليزية)
- فلاديمير شيشيلوف على موقع كووورة